# يانيك دي ويت
يانيك دي ويت (بالهولندية: Yannick de Wit)‏ هو لاعب كرة قدم هولندي في مركز الوسط، ولد في 26 أغسطس 1986 في زانستاد في هولندا. لعب مع غو أهد إيغلز ونادي إيمن ونادي فولندام.